# Les Observations (Pierre Belon)

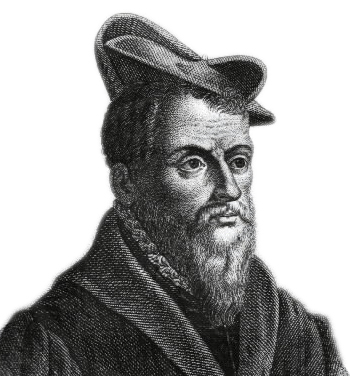
Pierre Belon, à 39 ans, dessiné et gravé par Ambroise Tardieu, d'après le portrait des Observations.

Les Observations de plusieurs singularitez et choses memorables trouvées en Grèce, Asie, Judée, Egypte, Arabie et autres pays étrangèrs est un ouvrage d'exploration botanique, zoologique et ethnographique du naturaliste français Pierre Belon (1517-1564), né près du Mans. De 1546 à 1549, Belon voyage en Grèce, Asie Mineure, Égypte, Arabie et Judée.

## Éditions

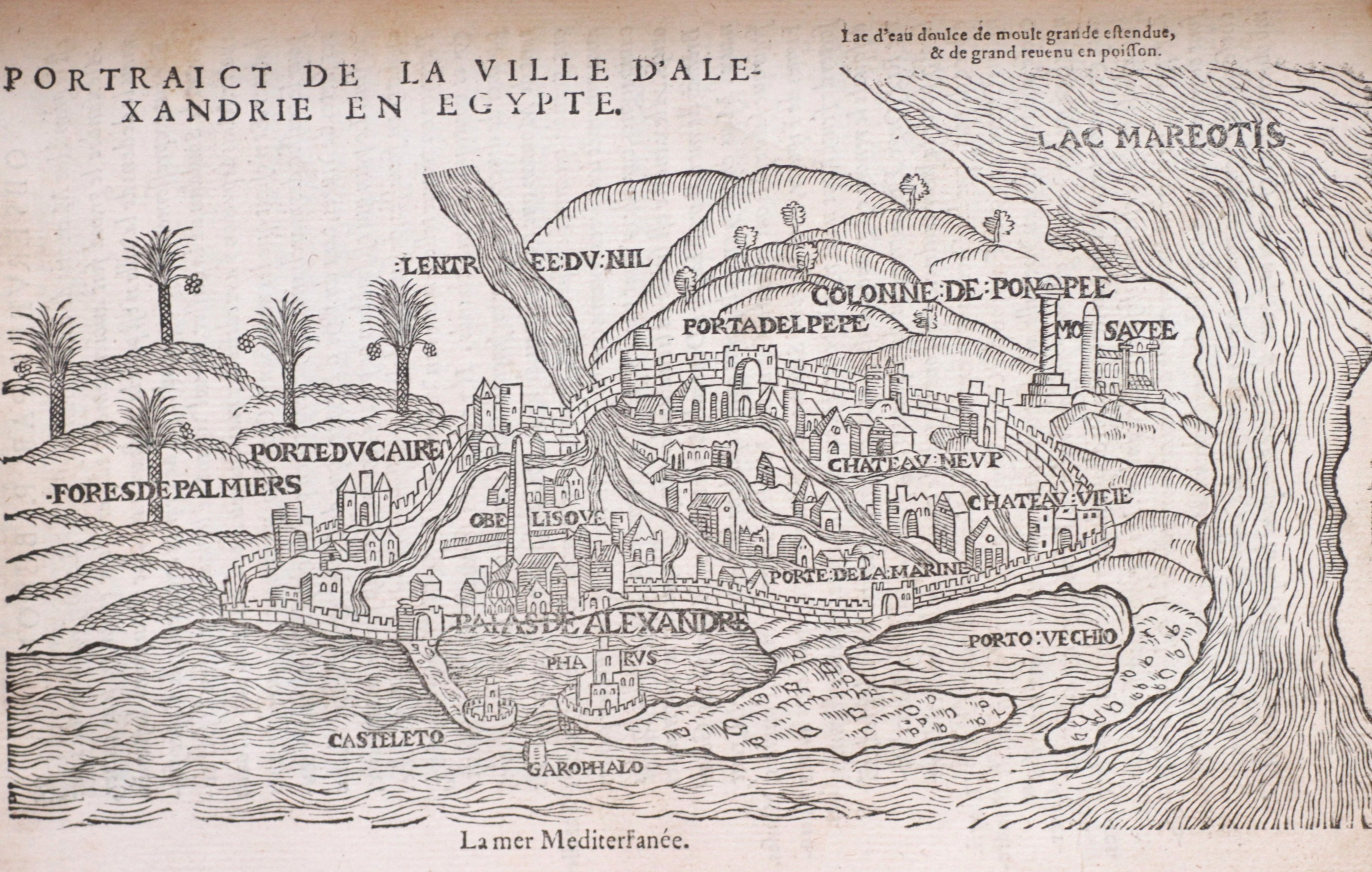
La ville d'Alexandrie, illustration des Observations de plusieurs Singularités, 1553

- (fr) Les observations de plusieurs singularitez et choses mémorables trouvées en Grèce, Asie, Judée, Égypte, Arabie et autres pays estranges, rédigées en trois livres, Paris, G. Corrozet, 1553
- (la) Plurimarum singularium & memorabilium rerum in Graecia, Asia, Aegypto, Iudaea, Arabia, aliisque exteris provinciis ab ipso conspectarum observationes : Tribus libris expressae, trad. Charles de L'Écluse, Anvers, Christophe Plantin, 1589 Numérisation GallicaLe même volume comprend De neglecta stirpium cultura, atque earum cognitione libellus, du même auteur et du même traducteur.
- (fr) Les observations de plusieurs singularites & choses memorables, trouvees en Grece, Asie, Judee, Égypte, Arabie, & autres pays etranges, redigees en trois livres. Revues derechef, & augmentees de figures, avec une nouvelle table de toutes les matieres traitees en iceux, Anvers, Jean Steelsius (Christophe Plantin), 1555
- (la) « Plurimarum singularium & memorabilium rerum in Graecia, Asia, Aegypto, Iudaea, Arabia, aliisque exteris provinciis ab ipso conspectarum observationes : Tribus libris expressae », dans Charles de L'Écluse, Exoticorum libri decem, 1605, p. 489 Numérisation Biblioteca digital del Real Jardín Botánico
- Dans Frammenti relativi alla danza tratti dall'Histoire generale des ceremon[ies] religieuses, p[ar] l'ab. Banier, e l'ab. Mascr[ier], e dall'Essai sur l'origine des connoissances hum[aines] dell'abate Condillac, e dalla Requeil d'observations curieuses sur les meurs des peuples de l'Asie etc. e dalle Observ. de plusieurs singularitez trouvées en Grece, par Pierre Belon. E da Pensées de Mo. D'Alembert a Paris 1774. E Trattato dal cuore di Mo. Senac, Brescia [?] 1773[1]
- (de) Édition en allemand dans : Heinrich Eberhard Gottlob Paulus (dir.), Sammlung der merkwürdigsten Reisen in den Orient, Iena, Cuno, 1792–1803
- (fr) Voyage au Levant (1553). Les observations de Pierre Belon du Mans, texte établi et présenté par Alexandra Merle, coll. « Magellane », Chandeigne, 2001, 608 p.  (ISBN 9782906462625) — Présentation de l'éditeur
- (en) Travels in the Levant : the observations of Pierre Belon of Le Mans on many singularities and memorable things found in Greece, Turkey, Judaea, Egypt, Arabia and other foreign countries (1553), dir. Alexandra Merle et James Hogarth, Kilkerran, Scotland, Hardinge Simpole, 2012
- (fr) Voyage en Égypte, 1547, préface, édition et dossier critique de Grégoire Holtz, coll. « Cadratin », Klincksieck, 2004  (ISBN 2-252-03443-2 et 978-2-252-03443-9)